# اس‌اس فرانس (۱۹۶۱)
اس‌اس فرانس (۱۹۶۱) (به انگلیسی: SS France (1961)) یک کشتی است که طول آن 316.1 m (1,035 ft) می‌باشد. این کشتی در سال ۱۹۶۰ ساخته شد.